# Coryphopteris raiateana
Coryphopteris raiateana är en kärrbräkenväxtart som beskrevs av Holtt. Coryphopteris raiateana ingår i släktet Coryphopteris och familjen Thelypteridaceae. Inga underarter finns listade.